# Alaudala cheleensis leucophaea
Alaudala cheleensis leucophaea is een ondersoort van de mongoolse kortteenleeuwerik uit de familie van de leeuweriken. 

## Verspreiding en leefgebied
De soort komt voor van Kazachstan tot Turkmenistan.